# Black Terror
The Black Terror (conhecido no Brasil como "O Terror Negro") é um personagem de histórias em quadrinhos americanas, um super-herói que apareceu pela primeira vez na revista Exciting Comics #9, publicada pela Nedor Comics em janeiro de 1941. No Brasil, as aventuras do personagem foram publicadas na revista  "O Terror Negro", lançada pela Editora La Selva em julho de 1950 como suplemento de "O Cômico Colegial" e que trazia também outros personagens da Nedor Comics tais como Doc Strange (Tom Strange) e Wonder Man (Homem Miraculoso). A editora resolveu aproveitar o título a publicação trocou o gênero super-herói pelo terror (que era a intenção desde o início), com os editores brasileiros comprando os direitos da revista The Beyond, da Ace Periodicals.
Algumas aventuras originais de Black Terror foram escritas por Patricia Highsmith antes da aclamação dela como novelista. O personagem foi revivido em várias publicações nos anos seguintes, como por exemplo,  nas revistas de Eclipse Comics, AC Comics, America's Best Comics e Dynamite Entertainment.

## História do personagem

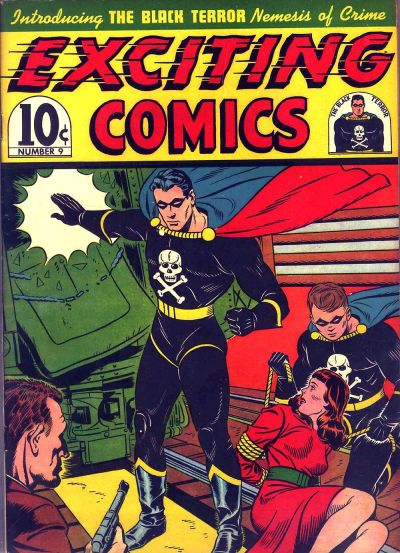
Exciting Comics #9, arte de Elmer Wexler

O personagem surgiu em plena Era de Ouro das histórias em quadrinhos com uma aventura na revista Exciting Comics #9, lançada em janeiro de 1941 pela Nedor Comics. Se tornou um dos mais populares super-heróis daquela editora e suas histórias continuaram até 1949.
Sua identidade secreta era do farmacêutico Bob Benton, que elaborou uma fórmula química que chamou de "éteres fórmicos" (formic ethers) e que lhe dava vários superpoderes. Ele os usou para lutar contra o crime com seu parceiro, Tim Roland, formando a dupla "Terror Twins" ou "Gêmeos do Terror".

### Eclipse Comics
Eclipse Comics lançou uma minissérie em três partes do Black Terror. Nessa aventura, o personagem é um agente secreto do FBI que combate o crime organizado e que as vezes usa o uniforme do Black Terror para determinadas operações. Ele não tem superpoderes ou qualquer conexão com o personagem original.

### AC Comics
AC Comics reformulou Black Terror, no título Americomics. Ele é mostrado como um semi-aposentado Bob Benton (com o nome de Mark Benton nessa versão) que volta à ação após uma tentativa de extorsão e que causa a morte da esposa. Ele se torna um eficiente vigilante, chamado apenas de "Terror". Mais tarde, por conta de direitos autorais, ele se tornou um justiceiro conhecido como "Terrorista".

### Alter Ego
Em minissérie na década de 1980 da Alter Ego de Roy Thomas, muitos heróis da Era de Ouro foram usados mas com outros nomes. Black Terror foi chamado de "The Holy Terror" ou "Terror Sagrado" em sua aparição.

### America's Best Comics
Black Terror, juntamente com outros heróis da Nedor Comics, foram revividos por Alan Moore na série Tom Strong, publicada pela America's Best Comics. Foram ambientados num mundo paralelo chamado de Terra Obscura, que acabou se tornando o título de uma minissérie.
Em Tom Strong #11, Moore e o co-criador Chris Sprouse definiram a ideia da Terra Obscura como sendo uma Terra Paralela "mas em nossa dimensão. E em nossa galáxia". Nesta revista, Tom Strange ao pedir ajuda a Strong revela que atravessou a Via Láctea para perseguir uma ameaça alienígena que aprisionou a maioria dos "heróis da ciência" (nome substituto de super-heróis) da Terra Obscura por 30 anos. Strong teorizou que a duplicata da Terra surgiu por um acaso quase inconcebível pela matemática ou probabilidade estatística.
A Terra Paralela, como revelado por Strange, foi formada da mesma maneira que o nosso planeta, exceto que quando o planeta estava completamente estruturado, algo grande colidiu e se combinou formando uma vasta nave espacial. O piloto da nave espacial sobreviveu na Lua até ser acordado pelos astronautas em 20 de julho de 1969. Aparentemente os seguiu de volta à Terra, onde começou a construir outro veículo para retornar ao lar — convertendo todo o planeta numa espaçonave. No processo, ele foi combatido pelos membros da SMASH. O piloto assassinou alguns heróis e aprisionou outros, mantendo-os em animação suspensa por 30 anos, até serem libertados pelos esforços combinados de Tom Strong e Tom Strange.
Em Tom Strong #12, foi revelado que Black Terror foi assassinado pelo alienígena. Contudo, Benton, um polímata, transferiu sua consciência para um programa de computador chamado Terror 2000.
Em Terra Obscura, o programa Terror 2000 operacionaliza um programa de prevenção ao crime em Invertica City, que produz tecnologicamente versões de Black Terror (chamados de Terror) para lutarem contra o crime. Uma corporação que cuida do programa tenta vendê-lo para outras cidades dos Estados Unidos.
Posteriormente, Terror transfere sua consciência para o cadáver de Tim e tenta conseguir energia da espaçonave do Capitão Futuro. Ele é derrotado por uma versão do original que viajou no tempo, o Black Terror.

### TLW Comics
Em 2004, o veterano artista dos quadrinhos George Tuska (que desenhara Black Terror na década de 1940) entrou para a pequena editora TLW Comics, e fez um velho e aposentado Bob Benton aparecer na aventura Rival. Em 2006, Tuska e TLW produziram duas histórias protagonizadas por Black Terror com sua nova parceira, Garota Terror (criada por Tuska e o escritor Brien Cardello). Garota Terror continuou a ser publicada pela TLW.

### Dynamite Entertainment
A editora Dynamite Entertainment percebeu em 2007 que Black Terror poderia ser um dos muitos heróis da Era de Ouro em domínio público que podiam aparecer na série Project Superpowers, escrita por Jim Krueger e ilustrada por Alex Ross, publicada no Brasil em 2011 pela Devir Livraria. Ele foi o primeiro que originou uma série limitada própria, escrita por Krueger com arte de Mike Lilly. Na minissérie Black Terror, iniciada em novembro de 2008, o Terror lidera um assalto de um homem só à Casa Branca, em busca de pistas de seu parceiro desaparecido, Tim. A série foi cancelada no número 14, em 2011. Em 2012, Terror Negro apareceu na série Masks ao lado de vários outros heróis pulps (Zorro, Lama Verde, Besouro Verde e Kato, The Spider, O Sombra, Morcego Negro e Miss Fury), com roteiros de Chris Roberson e arte de Alex Ross. A trama é baseada em histórias de The Spider, escritas por Norvell Page na década de 1930

### Image Comics
Black Terror foi desenhado por Mike Allred na história "Stardust the Super Wizard" produzida pela Image Comics, Next Issue Project #1 (ou Fantastic Comics #24). Ele é visto com vários outros personagens da Era de Ouro, tais como Daredevil (Lev Gleason Publications), Miss Masque, o Lama Verde, o Face (Columbia Comics), o Fighting Yank e Sansão (Fox Feature Syndicate), que protagonizam a revista. Ele também faz uma pequena aparição na capa e em alguns quadrinhos da revista Savage Dragon #141 (novembro de 2008).

### Wild Cat Books
Em junho de 2008, o editor pulp Wild Cat Books distribuiu Legends of the Golden Age, uma antologia em prosa com novas histórias protagonizadas por Black Terror e Daredevil (Lev Gleason Publications). Os autores foram Barry Reese, Wayne Skiver e outros.

### Metahuman Press
A série da Metahuman Press Out for Vengeance usa tanto Black Terror como Black Fury num novo personagem. É mantida a tradicional identidade secreta e roupa. A história se passa na Era Moderna e mostra Robert Benton subitamente encontrando-se consigo mais jovem e semi-desmemoriado na cidade de Nova Salem.

### Heroes Inc.
O webcomic Heroes Inc. começou em 2009 e é ambientado numa realidade alternativa na qual os Aliados perderam a Segunda Guerra Mundial. Nos dias atuais, o Cruzado Americano pega o DNA dos heróis da Era de Ouro para criar uma nova geração desses indivíduos. Um desses heróis da Era de Ouro é o Black Terror (chamado de Duncan Boone), que encontra-se no corredor da morte, acusado de assassinato em primeiro grau.

### Maldição do Black Terror
Em fevereiro de 2011, Broken Soul Press lançou um webcomic chamado Curse of the Black Terror. A história é descrita como uma aventura noir de super-herói. É reimaginada uma nova versão para Black Terror. O autor Curtis Lawson afirma que manteve a história do original Black Terror intacta e que seu novo herói é um legado do personagem. Esse Black Terror usa nova roupa mas possui os mesmos poderes do original. Sua identidade não foi revelada. O visual redesenhado do Black Terror para a webcomic foi um trabalho do artista Kundo Krunch.

### Infinity Comics Group
ICG anunciou uma versão do Black Terror (alter ego não revelado) que será baseada nos princípios mágicos do Chaos Magick. Ele formará equipe com outros heróis em domínio público.